# Bandschleifmaschine

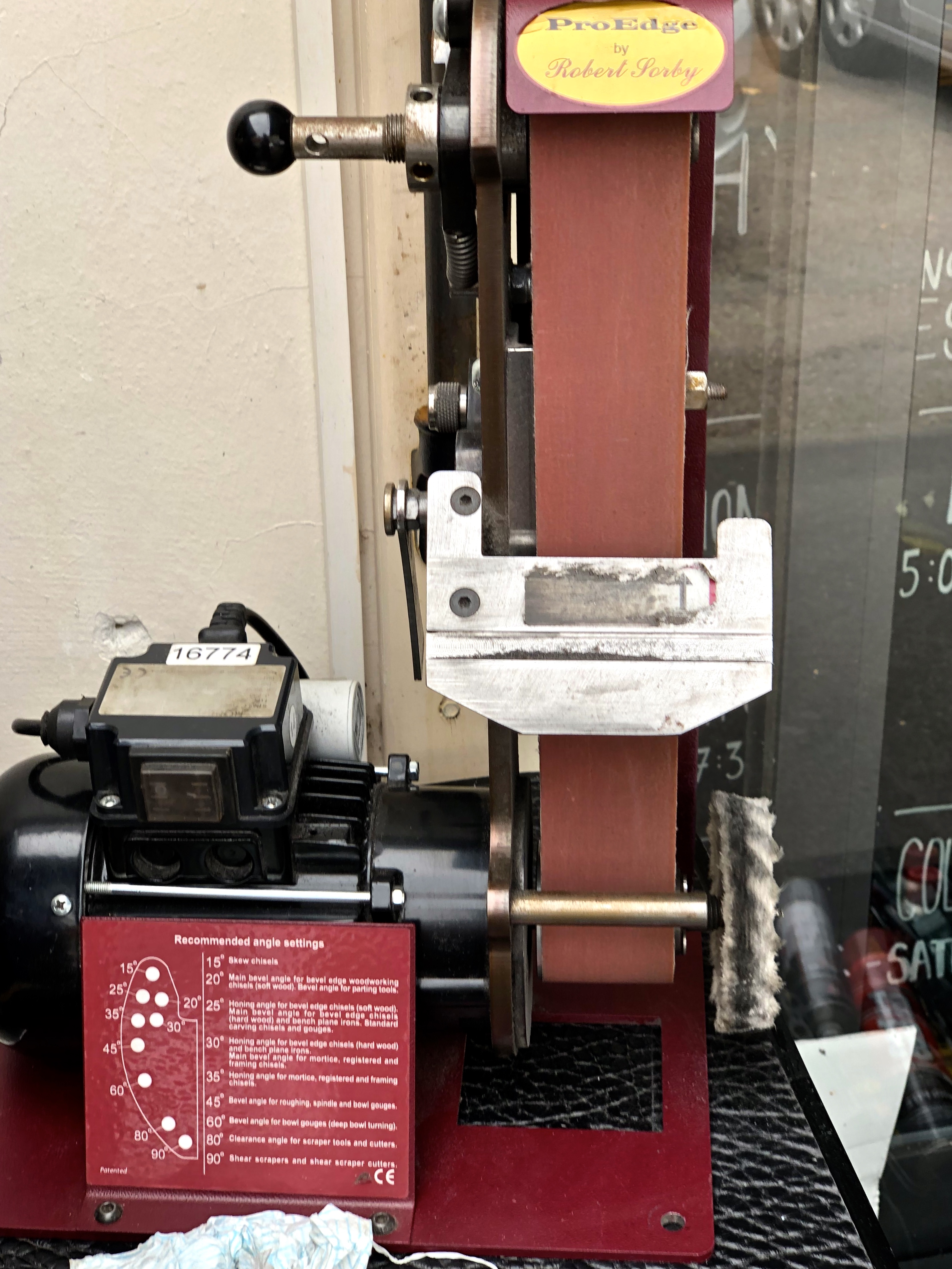
Mobile Bandschleifmaschine, hier eingesetzt von einem mobilen Schärfdienst zum Nachschärfen von Schneidwerkzeugen, 2019

Eine Bandschleifmaschine ist eine Werkzeugmaschine zum Bandschleifen mit Schleifbändern. Das entsprechende Handwerkzeug ist ein Bandschleifer. Neben den Komponenten die jede Werkzeugmaschine enthält – Antrieb, Gestell und Steuerung – sind die Stütz- und Umlenkrollen oder -räder von Bedeutung. Die Schleifbänder laufen dabei um mindestens zwei Rollen oder Räder, von denen eine angetrieben wird. Als Stützelemente kommen die Umlenkrollen in Frage oder Flächige Elemente wie Platten, die die Schleifbänder auf die Werkstücke drücken. Die Härte, der Umfang und die Nutung der Stützelemente haben Einfluss auf das Zeitspanvolumen und die erzielbare Rauhigkeit.
Hinzu kommen noch diverse Zusatzeinrichtungen wie die Gegendruckrollen, die die Werkstücke gegen die Stützelemente drücken, weitere Bandumlenkrollen, ein Kühlschmierstoffsystem mit Pumpen, Leitungen und Düsen, Bedienterminals sowie Reinigungs-, Absaug- und Ablasssysteme.
Die Breite der verwendeten Schleifbänder reicht von 2 mm bis zu 3400 mm und Bandlängen zwischen 330 mm und 24.000 mm. Die Gestelle sind häufig aus Gusseisen oder verschweißtem Stahl, teilweise auch aus Mineralguss der wegen seiner guten Dämpfungseigenschaften präzise Maschinen ermöglicht.

## Antriebe
Die Antriebsleistung wird entweder mit Riemen oder direkt vom Motor auf die Antriebswelle übertragen. Bei Maschinen die für den Einsatz mit Kühlschmierstoffen gedacht sind, haben ihre Motoren meist auf der Rückseite. Die Leistungen hängen von der genauen Bearbeitungsaufgabe ab und liegen im Bereich von 0,15 bis 1,0 kW je cm Bandbreite. Bei besonders anspruchsvollen Aufgaben auch bis 4 kW je cm Bandbreite.

## Umlenk- und Spannrolle
Die mindestens eine Umlenkrolle kann in ihrer Achse verschoben werden um so das Schleifband zu spannen und dient damit gleichzeitig als Spannrolle. Sie kann entweder mit Federn oder pneumatischer Druckzylinder gegen das Band gedrückt werden.

### Spannkräfte
Die Spannkräfte liegen im Bereich von 5 bis 8 Newton je Millimeter Bandbreite. Gelegentlich liegen sie auch etwas höher führen dann aber zu erhöhten Beanspruchungen der Lagerteile und somit zu schnellerem Verschleiß sowie zu einer Dehnung der Bänder. Die Produktivität wird durch die Bandspannung nicht wesentlich beeinflusst.

### Verlaufen der Bänder
Die bei der Bearbeitung auftretenden Querkräfte können das Schleifband von der Stützrolle ziehen. Um dem entgegenzuwirken, kann die Umlenkrolle ballig ausgeführt sein oder durch eine Bandumsteuerung seitlich ausschwenken um die Schleifbänder wieder auf die Mitte der Kontaktrolle zu ziehen.

#### Ballige Rollen
Durch Balligkeit der Rollen werden die Bänder bei Bandbreiten bis 350 mm in der Mitte der Rollen gehalten. Die Bogenhöhe, die die Wölbung angibt ist je nach Durchmesser verschieden, sollte aber auf jeden Fall unter 0,8 mm bleiben. Die Informationen in der DIN 111 die sich mit Flachriemenscheiben befasst, können sinngemäß angewendet werden.

#### Bandumsteuerung
Bei sogenannten Breitbandschleifmaschinen mit Bandbreiten von über 300 mm werden die Schleifbänder aktiv ausgesteuert. Dabei wird durch Sensoren wie Infrarotsensoren, pneumatische oder mechanische Taster das seitliche Verlaufen der Bänder erfasst und ein Signal an einen Motor gesendet der die Umlenkrolle seitlich auslenkt. Stütz- und Umlenkrolle sind dann nicht mehr parallel, sodass das Band in Rollenmitte läuft. Der Steuerweg sollte etwa 5 bis 15 mm betragen, um einen möglichst gleichmäßigen Bandlauf zu erreichen. Dabei schwenkt die Umlenkrolle zwischen 15 und 30 mal pro Minute hin und her.

## Gegendruck- und Niederhalterrollen
Um bei der Bearbeitung von flachen Werkstücken beim Durchlaufschleifen die Werkstücke daran zu hindern von den Fördereinrichtungen zu hindern werden Niederhalterollen in die Maschinen eingebaut. Mit breiten Schleibändern sind manchmal hohe Andruckkräfte nötig. Diese als „Billy Roll“ bezeichneten Rollen werden mit Gegendruckrollen erzeugt die das Werkstück gegen die Stützrolle drücken.

## Stützelemente
Stützelemente dienen dazu das Schleifband gegen das Werkstück zu drücken. Sie können entweder als Stützrollen und -scheiben ausgeführt sein oder als ebene Elemente wie Schuhe oder Balken. Beide haben Einfluss auf das Zeitspanvolumen und die erreichbare Rauigkeit.

### Stützschuhe und Balken
Falls das Schleifband großflächig auf das Werkstück gedrückt werden soll, sind ebene Stützelemente erforderlich. Dies wird vor allem in der Holz- und Lackbearbeitung genutzt um eine besonders hohe Oberflächenqualität zu erreichen. Als Stützelemente können Stützschuhe, -balken oder -platten verwendet werden. Da bei ihnen im Gegensatz zu den Stützrollen und -scheiben zu Reibung kommt zwischen dem Stützelement und dem Schleifband werden sie mit reibungsreduzierenden Oberflächen ausgestattet, beispielsweise aus Grafit.

### Stützrollen oder -scheiben
Zylindrische, rotierende Stützelemente werden als Scheibe bezeichnet wenn ihr Durchmesser größer ist als ihre Breite (Höhe des Zylinders) andernfalls als Rolle. In der Praxis werden sie auch als Kontaktscheibe, Stütz- oder Kontaktwalze bezeichnet. Sie bestehen aus einem Grundkörper auf den meist ein Laufbelag aufgebracht ist der meist auch genutet ist. Stützrollen haben einen Grundkörper aus Stahl oder Aluminium um eine ausreichende Stabilität zu gewährleisten. Der Laufbelag besteht aus Kunststoff, Gummi oder Gewebe. Beim Einsatz von Kühlschmierstoffen werden Laufbeläge aus Elastomeren verwendet, die auf Polyurethan oder Nitrilgummi basieren, da sie beständiger sind und somit die Lebensdauer erhöhen.

#### Härte
Je härter der Laufbelag der Stützscheiben ist, (gemessen in Shore) desto größer ist das Zeitspanvolumen und desto größer ist die Rauheit. Deshalb werden harte Stützscheiben mit Härten von 75° bis 95° ShA, vor allem für die Grobbearbeitung eingesetzt. Teilweise werden auch blanke Stahlrollen ohne Laufbelag eingesetzt. Weiche Scheiben mit 25 bis 35° Sha werden für die Feinbearbeitung verwendet. Die Scheiben sollten grundsätzlich so hart wie möglich sein und nur so weich wie nötig um die geforderten Oberflächenqualitäten einzuhalten.
Je härter die Stützscheiben sind desto weniger verformt sich die Scheibe. Die Eingriffslängen und Kontaktflächen sind daher klein und somit die Anpressdrücke hoch. Daher werden bei harten Scheiben die Schleifkörner tiefer in den Werkstoff gedrückt und können größere Späne abtragen, hinterlassen jedoch auch tiefere Riefen, die sich als Rauheit bemerkbar machen.
Die Form der zu bearbeitenden Werkstücke spielt ebenfalls eine Rolle bei der Auswahl der Rollen. Weiche Rollen passen sich besser den Konturen des Werkstücks an.

#### Durchmesser
Je größer der Durchmesser der Stützscheiben oder -rollen ist desto größer ist die Kontaktzone zwischen Schleifband und Werkstück. Bei konstanter Anpresskraft vergrößert sich somit die Anpressfläche, wodurch sich die Drücke verringern und die einzelnen Körner nicht mehr so tief in den Werkstoff eindringen können. Es verringert sich folglich mit steigendem Scheibendurchmesser das Zeitspanvolumen, während die Oberflächenqualität steigt.
Die Form der Werkstücke hat ebenfalls Einfluss auf die Wahl der Scheibendurchmesser. Für das Form-, Profil- und Rundschleifen werden Scheibendurchmesser zwischen 300 mm und 450 mm eingesetzt. Beim Flachschleifen dagegen sind 150 mm bis 300 mm üblich. Für die Bearbeitung von kleinen Bauteilen wie Turbinenschaufeln werden Durchmesser von bis zu 10 mm genutzt.

#### Nutung
Stützrollen werden üblicherweise genutet. Bei glatten, ungenuteten Rollen kann Kühlschmiermittel zwischen Rolle und Schleifband gelangen und dort den Aquaplaning-Effekt auslösen, was zum Durchrutschen des Schleifbandes führt. Sowohl das der Winkel der Nuten als auch das Verhältnis von Stegbreite zu Nutbreite haben Einfluss auf den Arbeitsprozess.
Rollen mit schmalen Stegen und breiten Nuten führen zu einem großen Anpressdruck und somit zu einer hohen Zerspanleistung und niedriger Oberflächenqualität. Üblich sind Steg zu Nut Verhältnisse von 1:2 für die Vorbearbeitung, 1:1 für mittlere Leistungen und Rauheiten wird standardmäßig verwendet und 2:1 für kleine Leistungen und gute Oberflächenqualitäten. Gerade genutete Rollen führen zu den höchsten Zeitspanvolumen und den schlechtesten Oberflächenqualitäten. Außerdem führen sie zu Luftverwirbelungen die zu einem hohen Schalldruckpegel führen und daher sehr laut sind. Die Nuten sind daher teilweise mit weichen Schaumstoffen ausgefüllt um die Schallemissionen zu reduzieren. Je größer der Winkel der Nuten gegenüber dem Werkstück ist, desto geringer wird das Zeitspanvolumen und desto größer die erreichbaren Oberflächenqualitäten.

#### Auswuchten
Unzureichend ausgewuchtette Stützscheiben führen zu Schwingungen, die sich als Rattern bemerkbar machen können und die Werkstückqualitäten verschlechtern. Nach einer gewissen Zeit müssen die Stützscheiben aberichtet werden um einen gleichmäßigen Rundlauf wiederherzustellen.